# Mocsári aggófű
A mocsári aggófű (Jacobaea paludosa) a fészkesvirágzatúak (Asterales) rendjébe és az őszirózsafélék (Asteraceae) családjába tartozó faj.

## Rendszertani besorolása
A mocsári aggófüvet, korábban az aggófüvek (Senecio) nemzetségbe sorolták Senecio paludosus néven.

## Előfordulása
A mocsári aggófű Európa legnagyobb részén őshonos növényfaj. Skandináviában, csak Svédországban vannak természetes állományai. Ez a növényfaj még megtalálható a Brit-szigeten és Törökország ázsiai részén is. A mocsári aggófű az Ibériai-félszigetről hiányzott, azonban Spanyolországba betelepítették.

## Alfajai
Ehhez a növényfajhoz az alábbi alfajok tartoznak :
- Jacobaea paludosa subsp. angustifolia (Holub) B.Nord. & Greuter
- Jacobaea paludosa subsp. lanata (Holub) B.Nord. & Greuter

## Képek

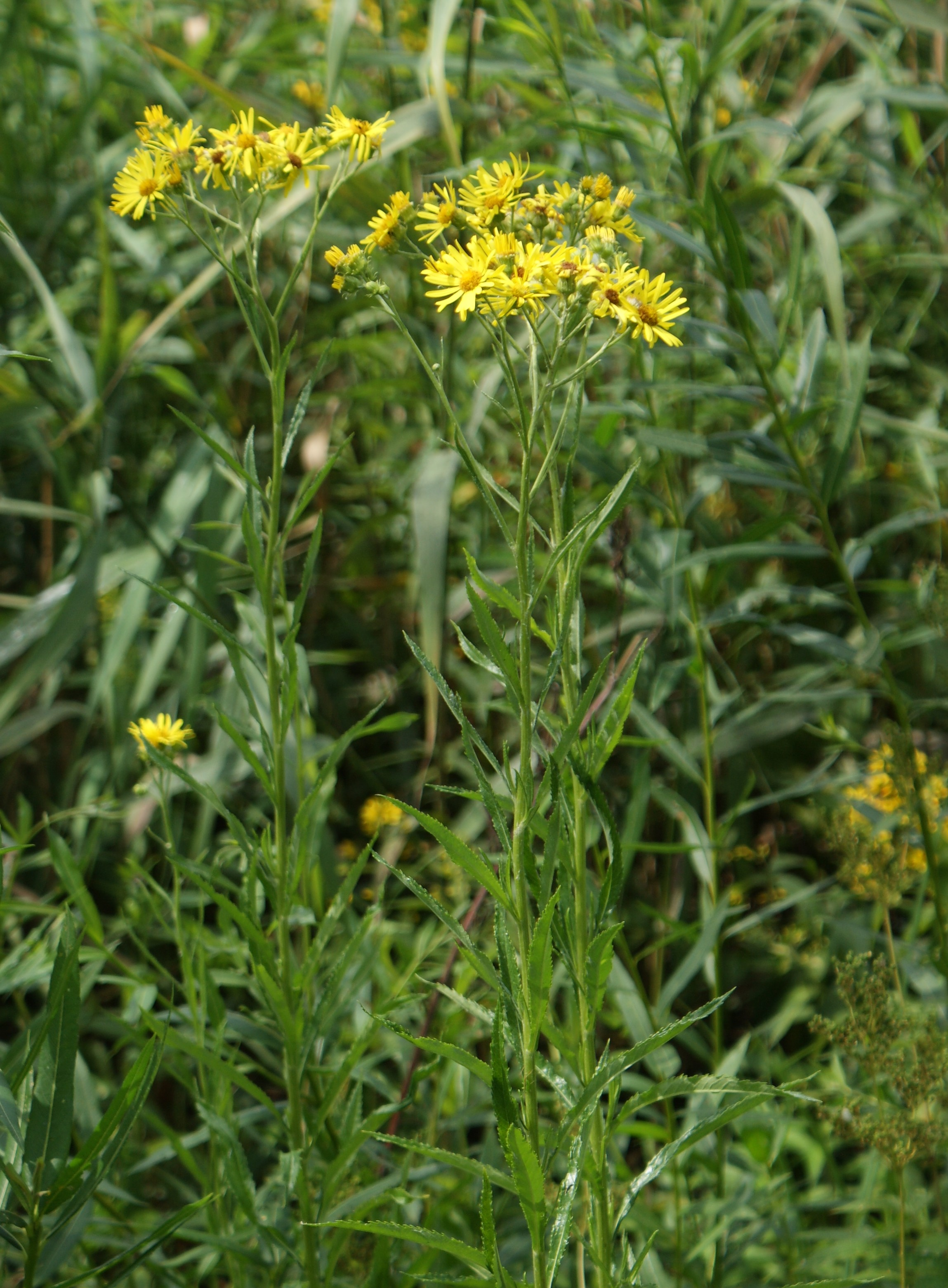
A növény
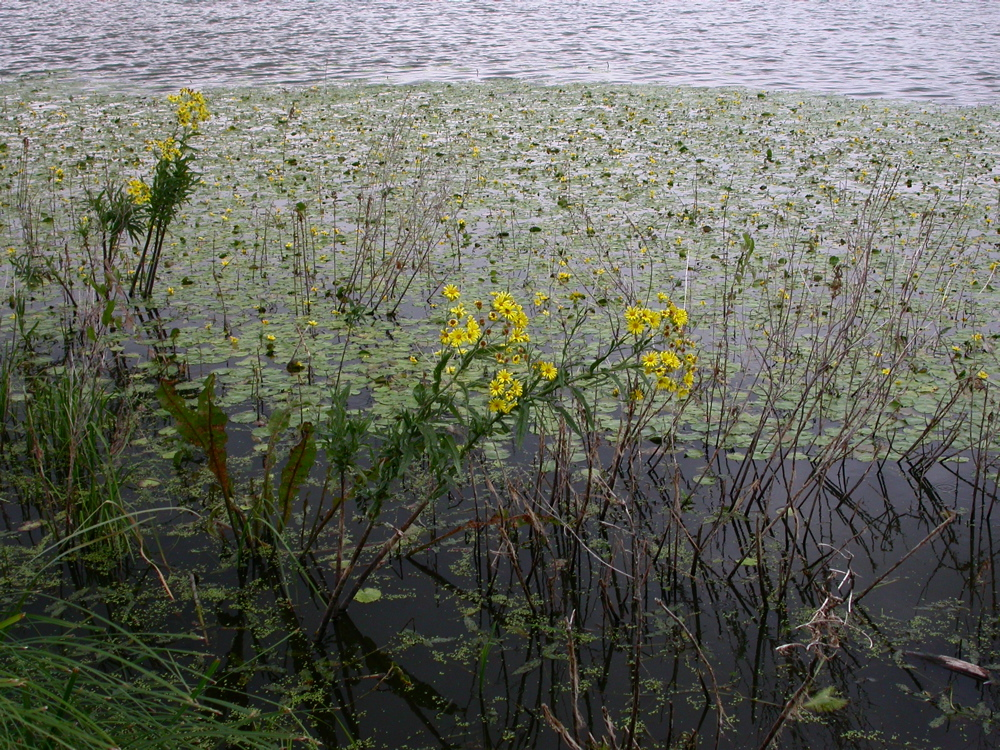
a természetes élőhelyén
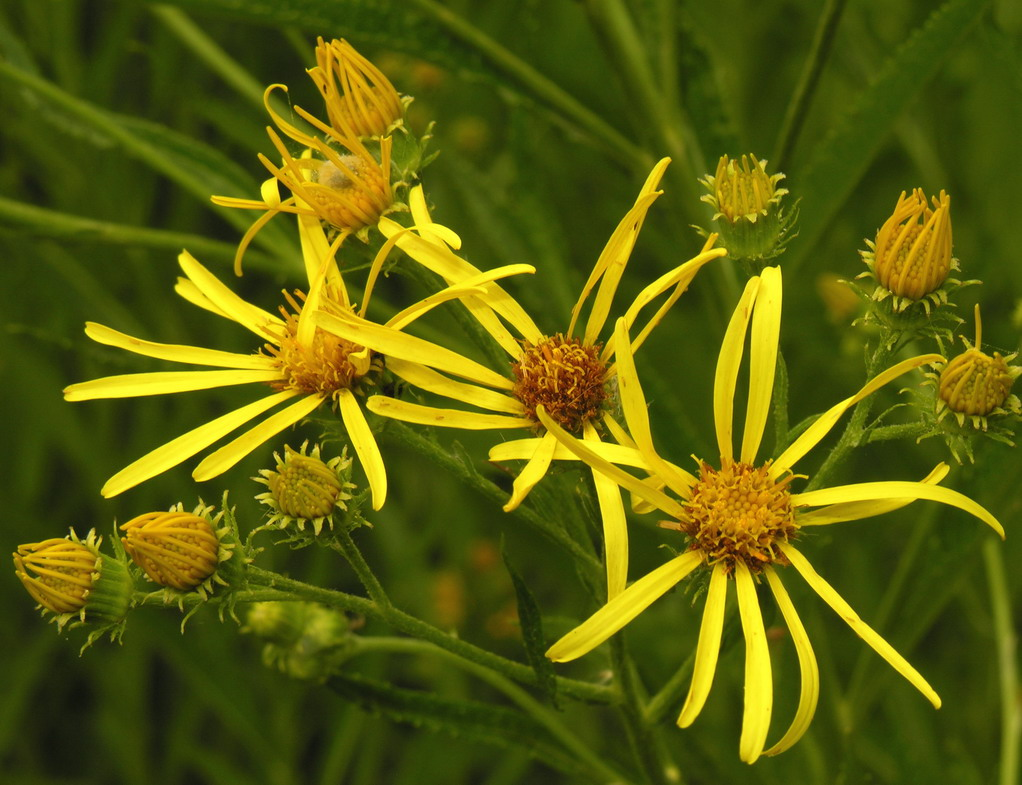
Virágai
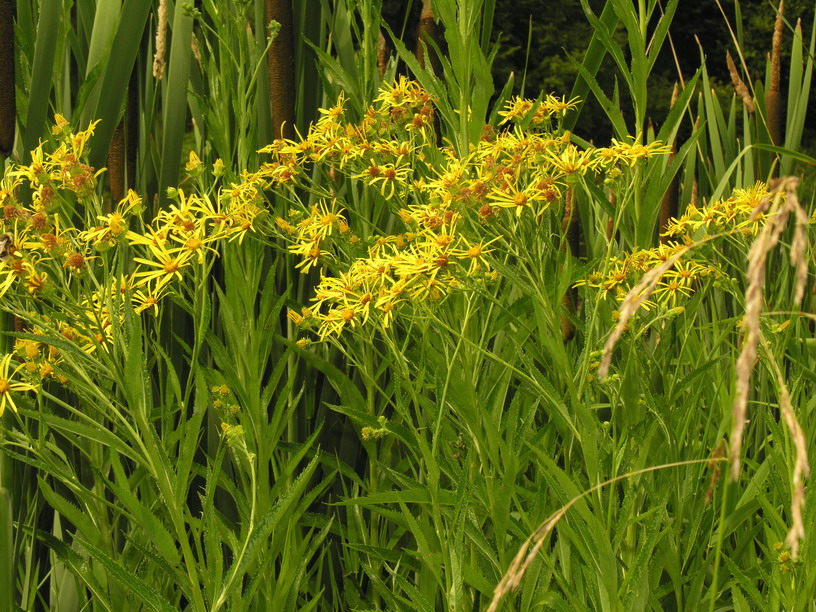
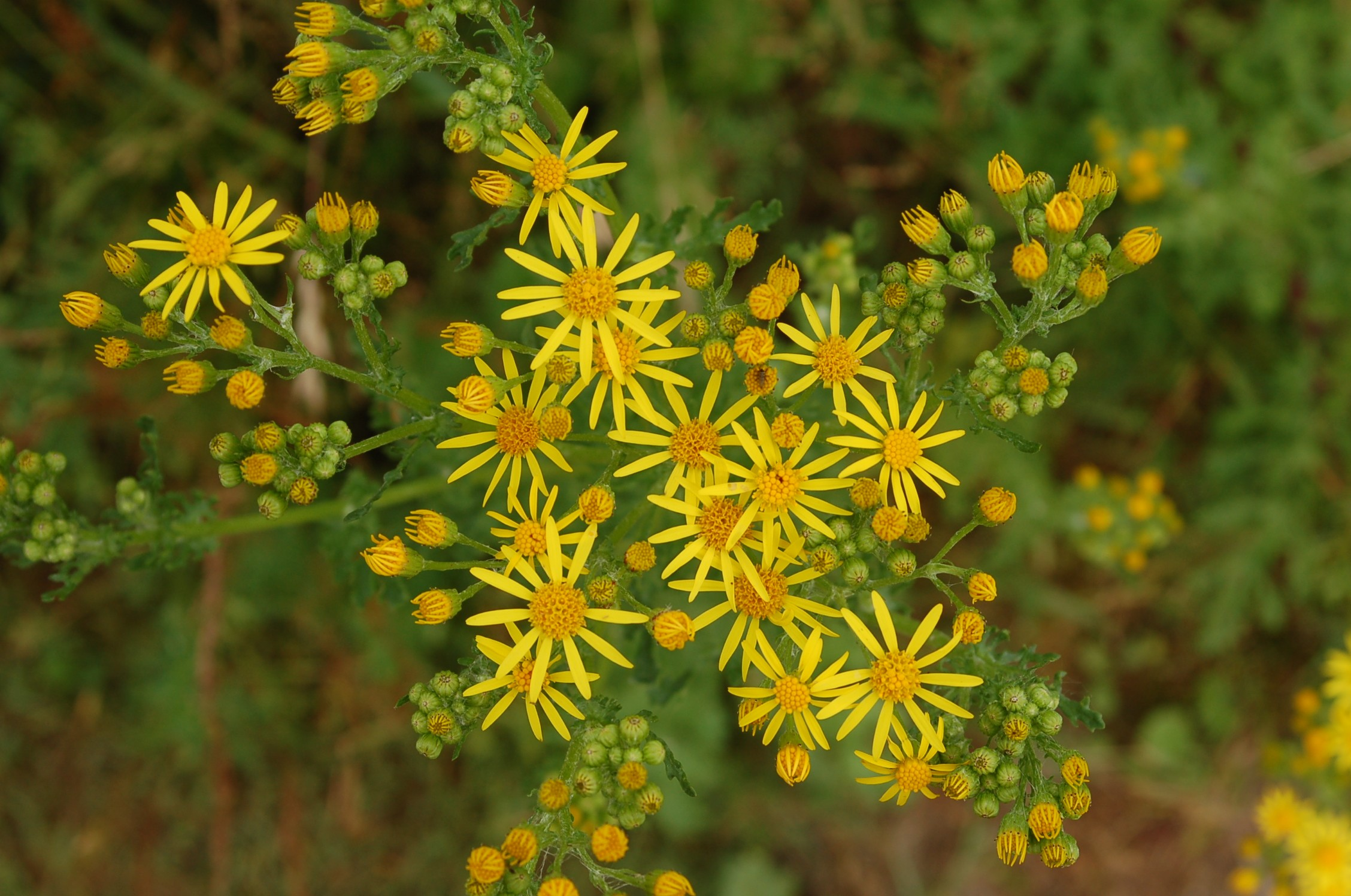
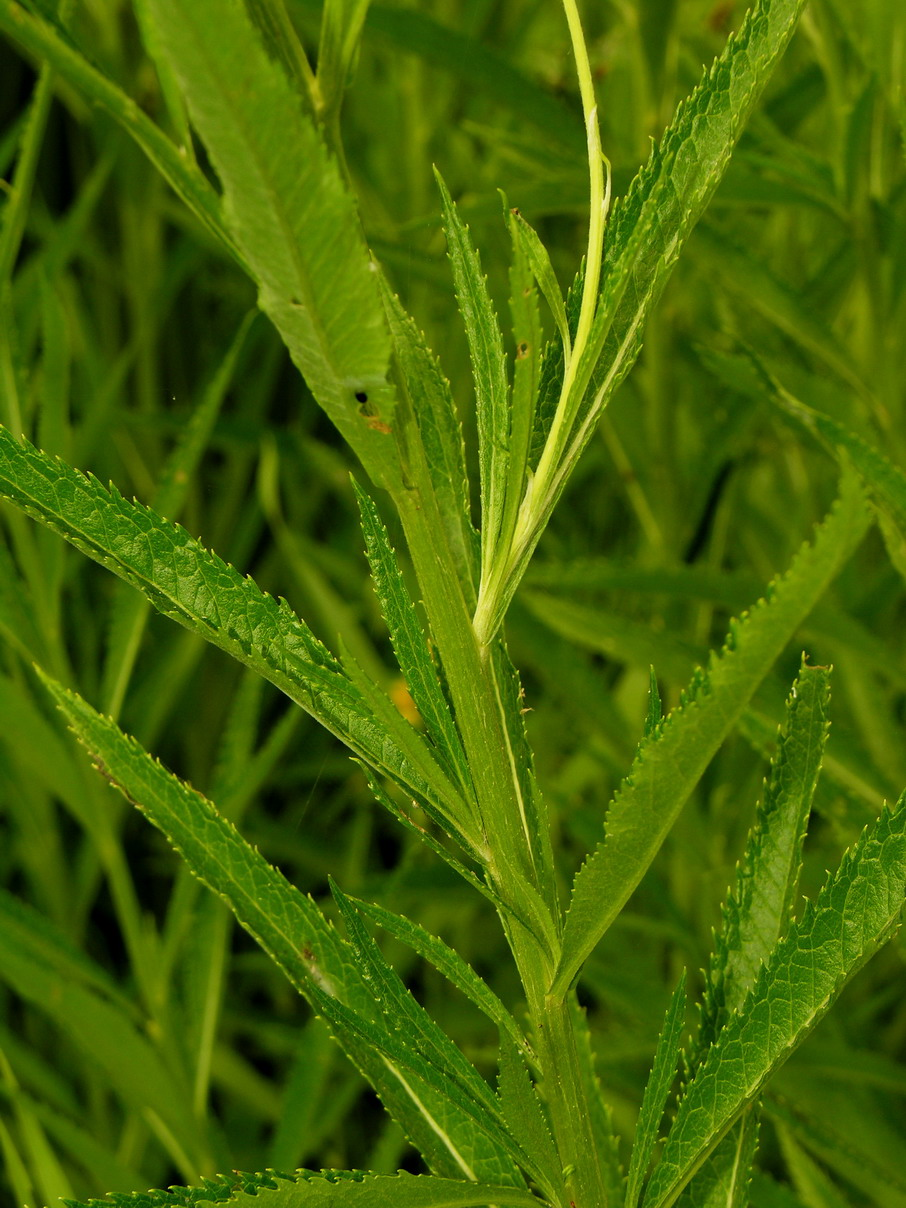
Szára és levelei
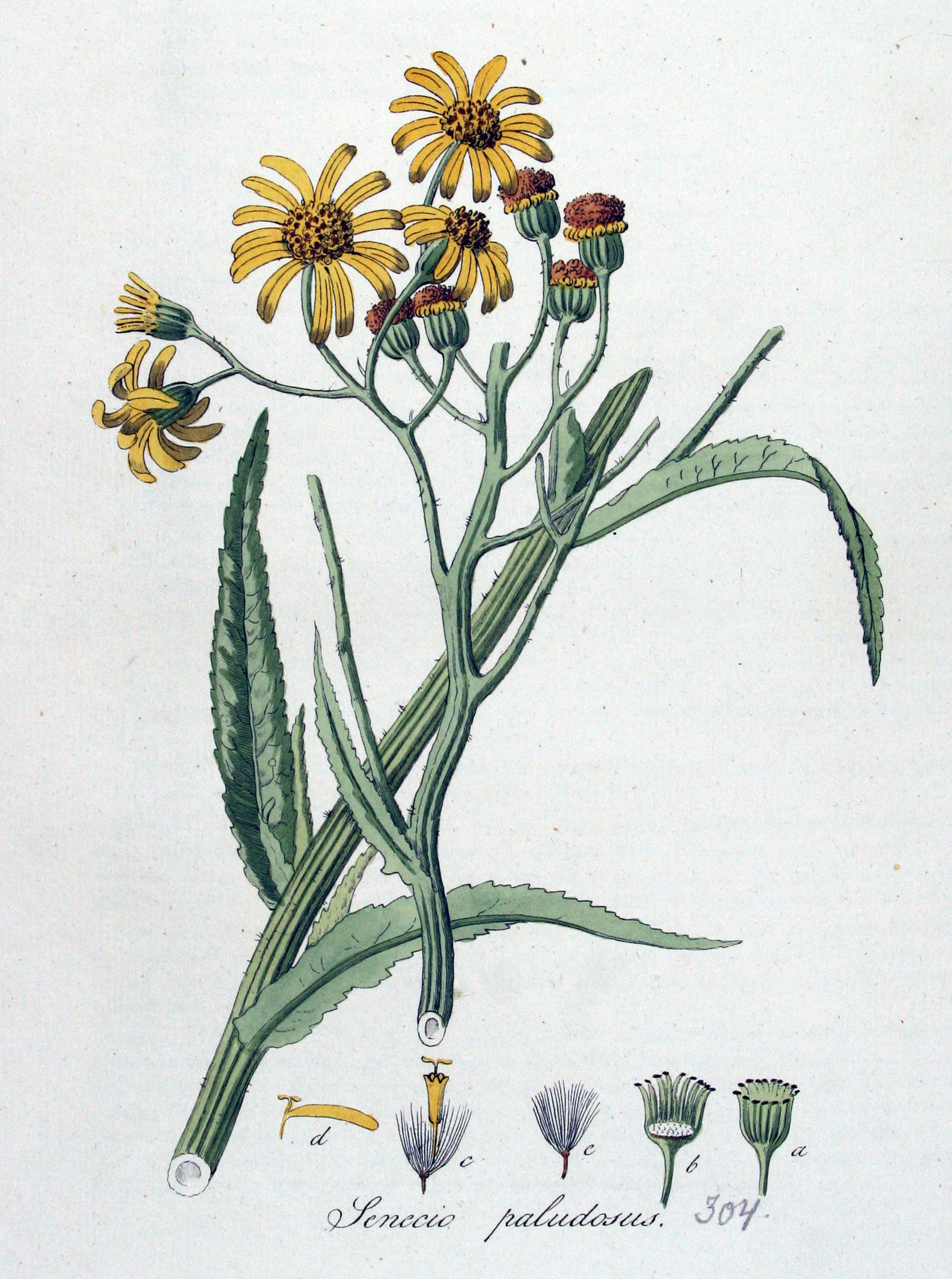
Rajz a növényről